# 호남 지방
호남 지방(湖南地方)은 대한민국 서남부의 광주광역시, 전라남도, 전북특별자치도, 제주특별자치도 일대를 통칭하는 지명이다. 분도 이전 전라도와 의미가 거의 일치한다.

호남 지방

## 지리
호남 지방은 김제 벽골제와 금강 하류의 남쪽에 위치한 지방이다. 동쪽으로 소백산맥이라는 자연적 장애물로 영남 지방과는 지리적으로 단절되어 있다. 소백산맥이 끝나는 지리산의 남동부에는 섬진강이 흐르며, 영남 지방과 경계를 이룬다. 서북쪽으로는 호서 지방과의 경계를 따라 금강이 흐르고, 동북쪽으로는 대둔산(878m)과 민주지산(1242m)의 산맥을 기준으로 호서 지방과 자연적 경계를 이룬다. 
지질학적으로는 옥천지향사대(沃川地向斜帶)에 속한다.
호남 지방을 흐르는 대표적인 강으로는 영산강과 섬진강, 만경강, 동진강, 탐진강, 금강이 있다. 금강은 전북특별자치도 장수군에서 발원하여 진안군을 거쳐 북쪽으로 흘러 충청도로 들어가고, 하류는 충청남도와 전북특별자치도의 경계가 된다. 나머지 네 강은 호남 지방 안에서 흐르는데, 만경강은 완주군에서 발원하여 전주시, 익산시를 거쳐 김제시에서 황해로 흘러들고, 동진강은 정읍시에서 발원하여 김제시를 거쳐 부안군에서 황해로 흘러든다. 섬진강은 전북특별자치도 진안군 백운면에서 발원하여 임실군을 지나 전라남도 곡성군과 광양시로 흐르며, 전라남도 남부를 흐르는 큰 지류 보성강이 있다. 영산강은 전라남도 담양군에서 발원하여 광주광역시, 나주시를 거쳐 영암군에서 황해로 흘러든다.
가장 높은 산은 해발 고도 1916.77m의 지리산이며, 그 외에도 덕유산(1,614m), 월출산(809m), 내장산(763m), 마이산(673m), 모악산(793m) 등이 있는데, 소백산맥이 관통하는 호남 동부 지방을 제외하면 관동 지방이나 영남 지방보다 대체로 해발 고도가 낮은 편이다.

## 기후
여름과 겨울 모두 다우지에 속한다. 특히 호남 서해안 지역은 지형적 영향으로 겨울에 눈이 자주 내린다.

## 역사

### 고대
고조선이 건국되고, 한반도 이남에도 청동기~철기 문화가 정착하며 진국이 자리잡았다. 고조선이 멸망하고 목지국, 건마국 등이 세워졌다. 한강 유역에 세워진 십제가 팽창하면서 마한은 점차적으로 호남 지방에 국한되었다. 마한 중 세력이 제일 강했던 백제가 경기도, 충청도 그리고 호남 지역을 다스렸다. 530년경 성왕이 마한을 멸망시킴으로써 호남 지방은 백제에 완전히 복속되었다.
백제가 멸망하고, 백제 부흥운동 당시 중심지는 아니였으나, 당시 호남 지방과 가까운 금강에서 백강 전투가 벌어졌다. 고구려가 망하고 요동반도, 해서 지방과 함께 고구려 부흥운동의 한반도 남부 중심지였다. 보장왕의 아들 보덕왕이 금마저(金馬渚 : 전북특별자치도 익산시)에 세운 보덕국(674년 ~ 683년)이 9년간 지속되었다. 보덕국이 망하고 익산의 고구려 유민들은 남원경(南原京 : 전북특별자치도 남원)으로 이주하였다.
이후 신라가 고구려, 백제를 멸망시키고 나당 전쟁에서 승리한 뒤 보덕국 등의 군소국가를 해체하고 삼국통일을 달성하면서 신라의 행정 구역 9주 가운데 전주(全州)와 무주(武州)를 호남 지방에 설치했으며, 신라 말기에는 견훤이 봉기하여 건국한 후백제의 중심 지역으로 부상했다. 당시 견훤은 완산주(오늘날의 전주)를 수도로 삼고, 호남 지방을 전주와 무주로 나눠서 다스렸다. 이후 왕건의 고려가 후백제를 패배시킴으로써 고려의 영토가 되었다.

### 중세
고려 시대에 전라도라는 행정 명칭으로 명명되었으며, 전라도 아래 전주목, 무주목, 그리고 승주목으로 세분화하여 다스렸다. 고려 시대의 전라도의 행정 영역은 고려 말까지 유지되었다.

### 근세
조선 개국 이후 전라도는 소속 고을의 통폐합이나 부활이 이루어졌을 뿐 그 영역은 유지되었다. 충청도, 경상도와 함께 하삼도라고 불렸다. 또한, 제주도는 전라도와 함께 행정구역으로 묶여 있었으며, 제주도로 가려면 탐진나루에서 배를 타야 했다. 관찰사가 업무를 보는 전라도 감영은 전주에 두었다. 세종 시절 전라수영을 목포에 두었으나, 이를 분리하여 전라좌수영을 여수에, 전라우수영은 여수에 설치하였다. 1895년 지방 제도 개편으로 23부제가 도입되면서 전주부, 나주부, 남원부가 설치되었다. 1896년 13도제가 시작되어 전라남도와 전라북도로 분리되었고, 공주부 금산군이 전라북도로 편입되었다.

### 현대
- 1914년 : 군산부를 군산부와 옥구군으로, 목포부를 목포부와 무안군으로 분리하였다. 전라북도 구례군을 전라남도로, 충청남도 개야도, 어청도 등을 전라북도로 이관하였다.
- 1915년 : 제주군을 제주도로 개칭하였다.
- 1935년 : 전주군 전주읍을 전주부로 승격하고, 전주군을 완주군으로 개칭하였다. 광주군 광주읍을 광주부로 승격하고, 광주군을 광산군으로 개칭하였다.
- 1946년 : 제주도를 전라남도에서 분리하였다.
- 1947년 : 익산군 이리읍을 이리부로 승격하였다.
- 1949년 : 순천군 순천읍을 순천부로 승격하고, 순천군을 승주군으로 개칭하였다. 여수군 여수읍을 여수부로 승격하고, 여수군을 여천군으로 개칭하였다. 군산부, 목포부, 전주부, 광주부, 이리부, 순천부, 여수부를 군산시, 목포시, 전주시, 광주시, 이리시, 순천시, 여수시로 개칭하였다.
- 1963년 : 전라북도 금산군을 충청남도로, 전라남도 영광군 위도면을 전라북도 부안군으로 이관하였다.
- 1969년 : 무안군 도서 지역을 신안군으로 분리하였다.
- 1981년 : 정읍군 정주읍을 정주시로, 남원군 남원읍을 남원시로, 나주군 나주읍, 영산포읍을 금성시로 승격하였다.
- 1986년 : 광주시를 광주직할시로, 광산군 송정읍을 송정시로, 여천군 삼일읍을 여천시로 승격하였다. 금성시를 나주시로 개칭하였다.
- 1988년 : 송정시와 광산군을 광주직할시에 편입하였다.
- 1989년 : 김제군 김제읍을 김제시로, 광양군 골약면, 태금면을 동광양시로 승격하였다.
- 1995년 : 광주직할시를 광주광역시로 개칭하였다. 군산시와 옥구군을 군산시로, 이리시와 익산군을 익산시로, 정주시와 정읍군을 정읍시로, 남원시와 남원군을 남원시로, 김제시와 김제군을 김제시로, 순천시와 승주군을 순천시로, 나주시와 나주군을 나주시로, 동광양시와 광양군을 광양시로 통합하였다.
- 1998년 : 여수시, 여천시, 여천군을 여수시로 통합하였다.
- 2024년 1월 18일: 전라북도를 전북특별자치도로 개편하였다.

## 경제
호남 지방은 평야지대에 위치한 김제, 익산, 나주 등을 중심으로 한국에서 쌀 생산량이 가장 많은 지역이다. 최근에는 여수국가산업단지, 광양을 중심으로 호남의 중화학공업이 발달하였으며, 목포와 영암을 중심으로 산업단지가 형성되고 있다. 서해안에는 군산항, 법성항, 목포항 등이 있으며 남해안에는 완도항, 노력항, 녹동항, 여수항, 광양항 등이 있다. 주요 산업으로는 식품, 석유, 섬유 산업 등이 있으며, 주요 특산물로는 호남평야에서 재배되는 쌀이 있다.

## 주요 도시 및 인구
1. 광주광역시 (1,459,632명)[7]
2. 전주시 (654,563명)
3. 제주시 (563,981명)
4. 순천시 (282,618명)
5. 익산시 (281,539명)
6. 여수시 (280,497명)
7. 군산시 (267,798명)
8. 목포시 (230,039명)
9. 서귀포시 (186,901명)
10. 광양시 (151,240명)
11. 나주시 (114,476명)
12. 정읍시 (110,899명)
13. 완주군 (92,595명)
14. 김제시 (84,266명)
15. 남원시 (81,756명)
16. 무안군 (81,250명)
17. 신안군 (40,698명)

## 교통

### 고속도로
- 서해안고속도로
- 호남고속도로
- 통영대전고속도로
- 남해고속도로
- 새만금포항고속도로
- 순천완주고속도로
- 고창담양고속도로
- 광주외곽순환고속도로
- 광주대구고속도로

### 철도
- 전라선
- 장항선
- 호남고속선
- 호남선
- 경전선
- 목포보성선

### 항공
- 광주공항: 광주광역시 광산구 상무대로 420-25
- 무안국제공항: 전남 무안군 망운면 공항로 970-260
- 여수공항: 전남 여수시 율촌면 여순로 386
- 군산공항: 전북 군산시 옥서면 산동길 2

## 문화

### 방언
호남 지방에서는 서남 방언을 주로 사용하며, 서남 방언은 다시 몇 개의 소방언권으로 나뉜다.

### 축제
- 김제지평선축제
- 함평 나비 대축제
- 전주 세계 소리 축제
- 완주와일드푸드축제
- 남원 춘향제
- 광주 비엔날레
- 보성다향제
- 목포해양문화축제
- 남도음식문화큰잔치
- 낙안읍성민속문화축제

### 음식
- 한정식(호남 전역)[10]
- 홍어(목포, 신안)
- 꼬막(벌교)
- 고추장(순창)
- 비빔밥(전주)
- 콩나물(전주)
- 오리탕(광주)
- 육전(광주)
- 세발낙지(목포, 무안)
- 매생이(장흥)
- 굴비(영광)
- 녹차(보성)
- 유자(고흥)
- 갓김치(여수)
- 불고기(광양)

## 스포츠

### 축구
| 리그명     | 팀명             | 창단년도   | 홈 경기장                 |
| K리그1     | 전북 현대 모터스 | 1994년     | 전주월드컵경기장          |
| K리그1     | 광주 FC          | 2010년     | 광주월드컵경기장 인조구장 |
| K리그2     | 전남 드래곤즈    | 1994년     | 광양축구전용구장          |
| K3리그     | 목포시청         | 2009년     | 목포국제축구센터          |
| K3리그     | 전남 영광 FC     | 2010년     | 영광스포티움              |
| K3리그     | 전주 시민축구단  | 2007년     | 전주대학교 인조구장       |
| 제주 SK FC | 2025년           | 제주대학교 | 제주전용축구장            |

### 야구
| 리그명   | 팀명         | 창단년도 | 홈 경기장                                                    |
| KBO 리그 | KIA 타이거즈 | 1982년   | 광주-기아 챔피언스 필드 군산월명종합운동장 야구장(제2홈구장) |

### 농구
| 리그명 | 팀명            | 창단년도 | 홈 경기장                                  |
| KBL    | 전주 KCC 이지스 | 1977년   | 전주실내체육관 군산월명체육관(제2홈경기장) |

## 같이 보기
- 한국의 지방 구분